# Brabanti
A brabanti egy holland tyúkfajta.

## Fajtatörténet
A 17. században tenyésztették ki. Elődei a pádovai tyúk elődei is egyben; Crèvecœur és hagyományos tanyasi tyúkok.

## Fajtabélyegek, színváltozatok
Háta meglehetősen hosszú, széles. Farktolla jól fejlett. Melltájék széles, kerekded, enyhén előre dőlt. Szárnya igen erős, testhez simuló. Feje középes méretű, széles, tetején egy felálló, oldalasan lapított bóbitával. Arca piros, nagyrészt eltakarja a szakálla. Szemek nagyok, élénkek, vörösek. Csőr közepes méretű, erős, a hegye enyhén görbült. Taraja bóbita előtt helyezkedik el, szarv típusú, 1-1,5 cm nagyságú. Füllebenye kicsi, fehér, a szakáll takarásában. Nyaka közepes nagyságú, enyhén görbült. Széles terpeszben áll, csüd egyenes, tollazat nélküli, kék színű.
Színváltozatok: Arany, ezüst, pezsgő, fekete, fehér, kék és karvaly szín.

## Tulajdonságok
A brabanti egy mozgékony tanyasi tyúkfajta. Érdekessége a tipikus ún. sisakbóbita, amely még az appenzelleri hegyesbóbitásnál fordul elő.
| Általános tulajdonságok: | Általános tulajdonságok: |
| ------------------------ | ------------------------ |
| Súlya                    | kakas 2 kg, tojó 1,5 kg  |
| Gyűrűmérete              | kakas 18, tojó 16        |
| Tenyésztojás tömege      | 55 g                     |
| Tojáshéj színe           | fehér                    |
| Éves tojáshozama         | 170 db                   |